# ITF Chiasso
Das ITF Chiasso (offiziell: Axion Open; bis 2018 ITF Women’s Circuit Chiasso) ist ein Tennisturnier der ITF Women’s World Tennis Tour, das in Chiasso, Schweiz, ausgetragen wird.

## Siegerliste

### Einzel
| Jahr                                            | Kategorie | Siegerin            | Finalgegnerin            | Ergebnis       |
| ----------------------------------------------- | --------- | ------------------- | ------------------------ | -------------- |
| 2011                                            | $25.000   | Mónica Puig         | Andrea Hlaváčková        | 7:64, 7:5      |
| 2012                                            | $25.000   | Amra Sadikovic      | Tereza Mrdeža            | 6:3, 6:3       |
| 2013                                            | $25.000   | Alison Van Uytvanck | Katarzyna Kawa           | 7:62, 6:3      |
| 2014                                            | $25.000   | Lucie Hradecká      | Tereza Mrdeža            | 6:3, 7:64      |
| 2015                                            | $25.000   | Réka-Luca Jani      | Alexandra Cadanțu        | 3:6, 6:3, 7:66 |
| 2016                                            | $25.000   | Isabella Shinikova  | Amanda Carreras          | 6:3, 7:61      |
| 2017                                            | $25.000   | Jil Teichmann       | Kathinka von Deichmann   | 2:6, 6:3, 6:2  |
| 2018                                            | $25.000   | Cindy Burger        | Raluca Georgiana Șerban  | 6:74, 6:4, 6:3 |
| 2019                                            | W25       | Warwara Gratschewa  | Jaqueline Adina Cristian | 6:4, 6:2       |
| Von 2020 bis 2021 fand das Turnier nicht statt. |           |                     |                          |                |
| 2022                                            | W60       | Lucia Bronzetti     | Simona Waltert           | 2:6, 6:3, 6:3  |
| 2023                                            | W60       | Mirra Andrejewa     | Céline Naef              | 1:6, 7:63, 6:0 |
| 2024                                            | W75       | Julia Riera         | Anna Bondár              | 6:3, 7:62      |
| 2025                                            | W75       | Julia Grabher       | Katarina Sawazka         | 6:1, 6:2       |

### Doppel
| Jahr                                            | Kategorie | Siegerinnen                                | Finalgegnerinnen                         | Ergebnis          |
| ----------------------------------------------- | --------- | ------------------------------------------ | ---------------------------------------- | ----------------- |
| 2011                                            | $25.000   | Yvonne Meusburger Kathrin Wörle            | Claire Feuerstein Anaïs Laurendon        | 6:3, 6:3          |
| 2012                                            | $25.000   | Darja Gawrilowa Irina Chromatschowa        | Conny Perrin Maša Zec Peškirič           | 6:0, 7:61         |
| 2013                                            | $25.000   | Diāna Marcinkēviča Aljaksandra Sasnowitsch | Nicole Clerico Giulia Gatto-Monticone    | 6:72, 6:4, [10:7] |
| 2014                                            | $25.000   | Chiara Grimm Jil Teichmann                 | Alice Matteucci Camilla Rosatello        | 7:5, 6:3          |
| 2015                                            | $25.000   | Diana Buzean Réka-Luca Jani                | Giulia Gatto-Monticone Alice Matteucci   | 6:2, 7:5          |
| 2016                                            | $25.000   | Antonia Lottner Anne Schäfer               | Olga Brózda Katarzyna Kawa               | 6:1, 6:1          |
| 2017                                            | $25.000   | Lina Gjorcheska Aleksandrina Najdenowa     | Kateřina Kramperová Rosalie van der Hoek | 7:5, 2:6, [10:7]  |
| 2018                                            | $25.000   | Darija Jurak Jessica Moore                 | Cindy Burger Rosalie van der Hoek        | 7:66, 4:6, [10:8] |
| 2019                                            | W25       | Cristina Bucsa Marta Kostjuk               | Sharon Fichman Jaimee Fourlis            | 6:1, 3:6, [10:7]  |
| Von 2020 bis 2021 fand das Turnier nicht statt. |           |                                            |                                          |                   |
| 2022                                            | W60       | Anastasia Dețiuc Miriam Kolodziejová       | A. Bolsova Oxana Selechmetjewa           | 6:3, 1:6, [10:6]  |
| 2023                                            | W60       | Emily Appleton Julia Lohoff                | Andreea Mitu Nadia Podoroska             | 6:1, 6:2          |
| 2024                                            | W75       | Emily Appleton Lena Papadakis              | Despina Papamichail Simona Waltert       | 4:6, 6:4, [10:6]  |
| 2025                                            | W75       | Alicia Barnett Elixane Lechemia            | Inès Ibbou Bibiane Schoofs               | 6:2, 6:3          |

## Quelle
- ITF Women’s World Tennis Tour. Website der ITF